# کوه‌نشین (فیلم)
کوه نشین (انگلیسی: Highlander) فیلمی در ژانر فانتزی، ماجراجویی، اکشن، و علمی–تخیلی به کارگردانی راسل مالکهی و محصول آمریکا و بریتانیا است که در سال ۱۹۸۶ منتشر شد.
فیلم روایت‌گر نبرد بین چندین جنگجوی جاودانه است که از گذشته تا زمان حال ادامه دارد، کریستوفر لمبرت نقش کانر مکلود ملقب به «کوه نشین» اهل بلندی‌های اسکاتلند را برعهده دارد که یکی از چندین مبارزانی است که تنها در صورت قطع شدن گردنشان کشته می‌شوند و پس از مردن نیرو و قدرت آن‌ها به مبارز دیگر منتقل می‌شود.
آهنگ‌های فیلم توسط گروه کوئین ساخته شد و یک آلبوم استودیویی مبتنی بر آن هم به نام یک نوع جادو منتشر شد، کاور ترانه یک نوع جادو تصویر یکی از مبارزان را بر روی خود دارد. موسیقی متن فیلم توسط مایکل کامن ساخته شد.

## دوبله و پخش در ایران
این فیلم و دنباله‌های آن مانند کوه نشین: پایان بازی توسط مؤسسه قرن ۲۱ در اوایل دهه ۱۳۸۰ دوبله و روانه بازار شدند.

### عوامل دوبله
- بهرام زند - مدیر دوبلاژ و گوینده نقش «کانر مک‌لود» (کریستوفر لمبرت)
- چنگیز جلیلوند - خوآن رامیرز (شان کانری)

## داستان
در ۱۹۸۵، کانر مکلود (کوه نشین) در پارکینگ یک ورزشگاه در نیو یورک سیتی با یکی از جاودانگان به نام فاسیل روبرو می‌شود، کوه‌نشین گردن او را قطع می‌کند که منجر می‌شود به خروج انرژی و آسیب دیدن تعداد زیادی اتومبیل، کانر شمشیرش را زیر یک اتومبیل می‌اندازد تا افسران پلیس که به گاراج نزدیک می‌شوند آن را نبینند.
در طول فیلم داستان کانر توسط تعداد زیادی فلش بک نشان داده می‌شود، در ۱۵۳۶ کانر که هنوز جاودانه نبود توسط یک جنگجوی جاودانه روسی به نام «کارگن» کشته می‌شود ولی روز بعد سالم و سرحال از جایش برمی‌خیزید، اقوام و دوستان کانر او را طرد و تبعید می‌کنند چرا که اعتقاد دارند شیطان در جسم او نفوذ کرده‌است، ....

## بازیگران
- شان کانری
- کلنسی براون
- رکسان هارت
- آلن نورث
- جاون پالیتو
- جیمز کازمو
- پیتر دیاموند
- سلیا ایمری
- کریستوفر لمبرت
- بیتی ادنی
- شیلا گیش
- هیو کوارشی
- کریستوفر مالکوم
- فرانک داکس
- راسل مالکهی